# Mirette (opera)

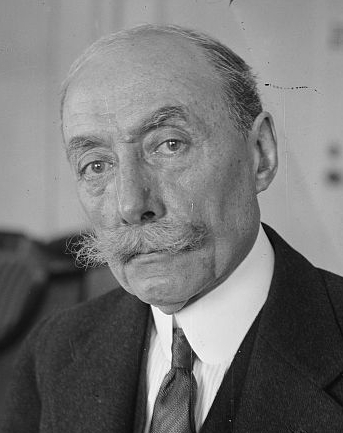
André Messager

Mirette är en opéra comique i tre akter med musik av André Messager med premiär på Savoy Theatre i London den 3 juli 1894. 
Mirette finns i två versioner. Den första versionens libretto skrevs av Michel Carré men framfördes aldrig. Den andra versionens libretto skrevs av Frederic E. Weatherly och den engelska dialogen (byggd på Carrés libretto) av Harry Greenbank. Den första versionen av operan framfördes 41 gånger fram till den 11 augusti 1894. Det var den kortaste speltid av alla operor på Savoy Theatre under Richard D'Oyly Cartes tid som teaterchef. Den andra versionen, annonserad som en "ny version med nya sångtexter av Adrian Ross," framfördes 61 gånger och spelades från 6 oktober 1894 till 6 december 1894.
Båda versioner berättar i stort sett samma historia, men den andra versionen för fram komedin framför romantiken i den första versionen. Musiken har så gott som glömts bort. Men en sång ("Long ago in Alcala") blev väldigt populär i USA i början av 1900-talet, även om den uppgavs vara från Mirette.

## Bakgrund

### Tillkomst och produktion

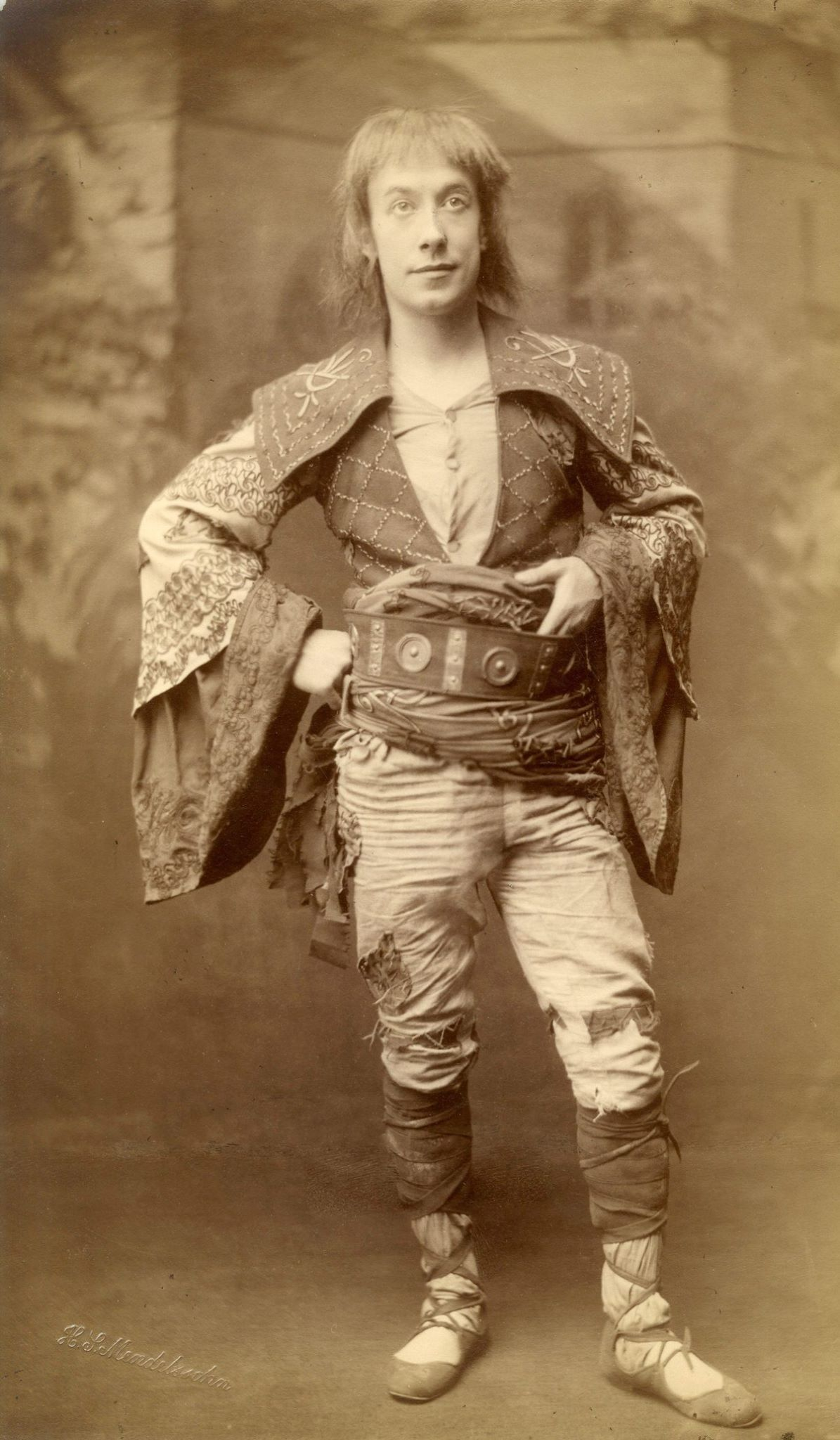
Walter Passmore som Bobinet

Gilbert och Sullivans operett Utopia Limited var inte den kassasuccé som producenten Richard D'Oyly Carte hade förväntat sig och han förutsåg att han var i bruk av ett nytt verk till sommaren 1894. Messager åtnjöt en gryende framgång och Carte hade redan producerat Messagers opera La Basoche på sin Royal English Opera House 1891–92. Carte ombad Messager att skriva Mirette, hans första opera för den engelska publiken. Senare verk av Messager skulle visa sig mer framgångsrika i England, såsom The Little Michus (1897), Véronique (som blev en stor hit i London 1904, sex år efter premiären i Paris 1898) och Monsieur Beaucaire (1919, efter romanen av Booth Tarkington). 
Librettot till Mirette skrevs på franska av Carré. En del av musiken komponerades innan Weatherly översatte och skrev om sångtexterna, och Greenback översatte dialogen. För att hjälpa Messager i ett för honom (på den tiden) främmande språk anställdes sångförfattaren Hope Temple, née Dotie (Alice Maude) Davis, som senare skulle bli hans andra hustru. Hon kan till och med ha komponerat en del av sångerna, men även om Messager erkände hennes bidrag är det inte klart om hon bidrog med texterna. Grove Dictionary of Music and Musicians listar henne som en möjlig medförfattare; Messagers biografiförfattare Benoit Duteurtre nämner henne otvetydigt som en sådan.
Originalversionen av Mirette hade premiär på Savoy Theatre i London den 3 juli 1894 och lades ner den 11 augusti 1894. Den påminner starkt om Michael William Balfes opera The Bohemian Girl (1843) och använder sig av olika teaterknep och konventioner såsom zigenarbakgrunden (som även förekommer i The Bohemian Girl), en romans över klassbarriärerna, den övergivna bruden vid altare och en komikers upptåg. Allt detta var bekant och familjärt för tidens Londonpublik. För övrigt var denna typ av romantiska operor malplacerade på Savoy Theatre, som var hemmaarena för Gilbert och Sullivan och deras unika stil av mindre sentimentala komiska operor.
Carte bad den populäre poeten Adrian Ross att skriva om stycket med så mycket emfas på komedin som det bara gick. Ross minskade ner på den romantiska delen (även om han behöll historien om Mirette-Gerard-Picorin-Bianca) ,framhöll den komiska aspekten i rollkaraktären Bobinet, gjorde rollen Marquise lättare och betonade tidigare succéer på Savoy genom att stärka bihandlingen om den gamla kärleken mellan Marquise och Baronen. Vidare skrev han om redan befintliga sångtexter och förde in mer tillfällen dansnummer. Även om Walter Passmore hade gjort minder roller i Jane Annie och Utopia Limited, så var rollen som Bobinet hans första stora huvudroll. Senare under 1894 skulle Passmore döpa sin nyfödda dotter till Mirette, förmodligen som ett tack för hans genombrottsroll. Den reviderade versionen hade premiär den 6 oktober 1894 och spelades 61 gånger fram till den 6 december.

## Roller
- Mirette, en zigenarflicka (sopran)
- Gerard de Montigny, brorson till Marquise (baryton)
- Picorin, en zigenare, förälskad i Mirette (tenor)
- Bianca, dotter till Baron Van Den Berg (sopran)
- The Marquise de Montigny (kontraalt)
- Francal, zigenarhövdingen (basbaryton)
- Baron Van Den Berg (bas)
- Bobinet, en zigenare (komisk baryton)
- Bertuccio, en annan zigenare (baryton)
- Zerbinette, en zigenarflicka (mezzosopran)
- Max, Gerards skogvaktare (talroll) (originalversionen endast)
- Burgomaster (baryton) (originalversionen endast)
- Notarien (baryton) (originalversionen endast)

## Handling
Operan utspelas i Flandern 1785. Mirette är föräldralös och lever med zigenare. I början av handlingen ber zigenarhövdingen Francal Mirette att välja make bland ungkarlarna, men hon kan inte välja trots att Picorin är förälskad i henne. Hon tror sig vara ämnad för ett bättre liv och drömmer om att hennes okända föräldrar är adliga. Zigenaren har slagit läger på Marquise de Montignys ägor. Mirette somnar vid elden och när hon vaknar står markisinnans brorson Gerard lutad över henne. Gerard är betagen i hennes skönhet och hon känner samma attraktion. Men han är där för att arrestera zigenarna för intrång. Mirette och Picorin förs till markisens slott för att bli tjänare.
I akt II en månad senare. Markisinnan planerar förlovningsfesten mellan Gerard och Bianca, Baron Van Den Burgs dotter - uppfostrad i ett kloster. Gerards kärlek till Mirette har ökat till besatthet. När gästerna samlas beordrar markisinnan Mirette att sjunga och dansa, dels som underhållning och dels för att påvisa den stora skillnaden mellan Mirette och Gerard i hopp om att döda deras kärlek. Under dansen kan inte Gerard slita blicken från Mirette, vilket noteras av Bianca och alla gäster. Markisinnan ser till att Bianca hamnar bredvid Gerard för att förödmjuka Mirette. Hon flyr från slottet tillsammans med de andra zigenarna. Just som Gerard ska skriva under bröllopskontraktet hör han zigenarna sjunga i fjärran. Han kastar pennan och rusar iväg. (I den reviderade versionen flyr Gerard tillsammans med Mirette och zigenarna.)
I akt III befinner sig Mirette och Picorin i en by tre veckor senare. Picorn har fortfarande svårt att uttrycka vad han känner; de två sjunger en duett där de döljer sina känslor för varandra genom att äta. Gerard, markisinnan, Bianca och baronen befinner sig också i byn. (I den reviderade versionen är Gerard i sällskap med Mirette.) Mirette inser att Bianca älskar Gerard och ser till att de två försonas. Hon inser också Picorins kärlek till henne, och de två bestämmer sig för att gifta sig. (I den reviderade versionen gifter sig inte bara Mirette och Picorin samt Gerard och Bianca, utan även markisinnan och baronen.)
Humorn i operan fokuseras på rollkaraktären Bobinet. I den reviderade versionen paras Bobinet ihop med Zerbinette.

## Musiknummer

### Första versionen
Akt I
- No. 1. "Ha, ha! A splendid story!" (Bertuccio, Mirette, Picorin, Francal och kör)
- No. 2. Bohemian Song: "The home of the Zingari!" (Mirette och kör)
- No. 3. "Dost thou remember still the day?" (Francal och kör)
- No. 4. "Ha ha! It's quite amusing!" (Mirette och kör)
- No. 5. "Look, look, I say! Here's Bobinet!" (Kör)
- No. 6. "The Song of the Duck" (Bobinet och kör)
- No. 7. "When I was young, I went a-dreaming" (Picorin)
- No. 8. "Long ago in Alcala" (Bobinet)
- No. 9. "She is asleep! Ah, how fair is she!" (Gerard och Mirette)
- No. 10. "Oh, we've been up and we've been down" (Kör)
- No. 10a. Burglary Song, "Oh, we've been visiting our friends" (Francal och kör)
- No. 11. Act 1 Final: "Good evening, gentlemen!" (Burgomaster, Bobinet, Max, Francal, Picorin, Mirette, Gerard, soldater och zigenare)

Akt II
- No. 12. Old Ballad, "So forward through the fading light" (Mirette)
- No. 13. "If love were calculation" (Gerard)
- No. 14. "Hast thou forgot the hour we met?" (Gerard och Mirette)
- No. 15. "Now for the programme" (Marquise och Bobinet)
- No. 16. "When Noah went aboard the ark" (Bobinet)
- No. 17. "But yesterday in convent grey" (Bianca)
- No. 18. "Life is a fairyland, with wonders hung" (Marquise)
- No. 19. "Obedient to your kind command" (Kör)
- No. 19a. "Our best congratulations" (Marquise, Gerard, Bianca, Francal, Mirette, kör)
- No. 20. "Who is like the Zingara" (Mirette och kör)
- No. 20a. Dance - Bobinet and Zerbinette
- No. 21. Act 2 Final "Take your places all" (Notary, Bobinet, Gerard, Marquise, Mirette och kör)

AKt III
- No. 22. "Oh, the light of the golden weather" (Kör)
- No. 22a. "Walk up, walk up, and see the show" (Mirette, Picorin och kör)
- No. 23. "Here's the news of the day" (Bobinet och kör)
- No. 24. "That night you went away" (Bianca och Mirette)
- No. 25. "Come, march along, and make a din" (Kör)
- No. 26. "So the past is dead in your fickle heart" (Marquise)
- No. 27. "What! breakfast really ready, sir?" (Mirette och Picorin)
- No. 28. "Yes, it is past! the dream is done" (Gerard)
- No. 28a. "Does he remember the words he has spoken?" (Bianca och Gerard)
- No. 29. Act 3 Final "When the gay ring-a-ding of the bells" (Bobinet och kör)

### Andra versionen
Akt I
- No. 1. "From Egypt's royal line" (Bertuccio, Francal, Zerbinette och kör)
- No. 2. "The good old earth in the age of gold" (Bertuccio och kör)
- No. 3. "The Song of the Duck" (Bobinet och kör)
- No. 4. "We have missed the voice of our little queen" (Kör, Bertuccio, Francal och Mirette)
- No. 4a. Bohemian Song "Roaming on with never a rest" (Mirette och kör)
- No. 5. "When winter gales were loud and winter snows were flying" (Francal och kör)
- No. 6. "Ha! ha! ha! ha! it’s so amusing" (Mirette och kör)
- No. 7. "Now stars above the forest glimmer" (Picorin)
- No. 8. "Long ago in Alcala" (Bobinet)
- No. 9. "Up a tree!" (Bobinet, Gerard, Baron)
- No. 10. "Nay, do not fly from me!" (Gerard och Mirette)
- No. 11. "We’ve called as pillagers" (Kör)
- No. 12. Pantomime Dance (Zerbinette, Picorin och Francal)
- No. 13. Act 1 Final "Though the wood is very dark" (Baron, Bobinet, Mirette, Gerard, Picorin, zigenare och soldater)

Akt II
- No. 14. Old Ballad "So forward through the fading light" (Mirette)
- No. 15. "In quiet convent closes the rosebud maidens grow" (Gerard)
- No. 16. "Don't mind me!" (Gerard, Mirette och Picorin)
- No. 17. "The programme I’ll discuss with you" (Marquise och Bobinet)
- No. 18. "But yesterday, in convent gray" (Bianca)
- No. 19. "When Noah sailed his good old Ark" (Baron, Gerard och Picorin)
- No. 20. "Obedient to your kind command" (Kör)
- No. 20a. Fan Song, "When Eve was mistress Adam" (Marquise och kör)
- No. 21. Act 2 Finale "We come, Madame la Marquise" (Kör)
  - "Once a cavalier of Spain loved a maid of low degree" (Mirette och kör)
  - "Gerard, this is really scandalous" (Ensemble)

Akt III
- No. 22. "Oh, the light of the golden summer" (Kör)
- No. 23. Long Bow Song, "Good William Tell was a mighty one" (Bobinet, Zerbinette och kör)
- No. 24. "Our recent circumstances have been really so unpleasant" (Zerbinette, Marquise, Picorin, Bobinet och Baron)
- No. 25. "There was once a pretty peasant" (Mirette)
- No. 26. "Hurrah! Hurrah! for the merry yeomen" (Kör)
  - Dance - Bobinet and Zerbinette
- No. 27. "Ah, Monsieur le Baron!" (Marquise och Baron)
- No. 28. Act 3 Final. "Oh! the pride of the Belgian bowmen" (Mirette, Picorin, Francal, Bobinet, Zerbinette och kör)